# Araucaria muelleri
Araucaria muelleri es una especie de conífera perteneciente a la familia Araucariaceae. En endémica de Nueva Caledonia. Está considerada en peligro de extinción por la pérdida de hábitat. 

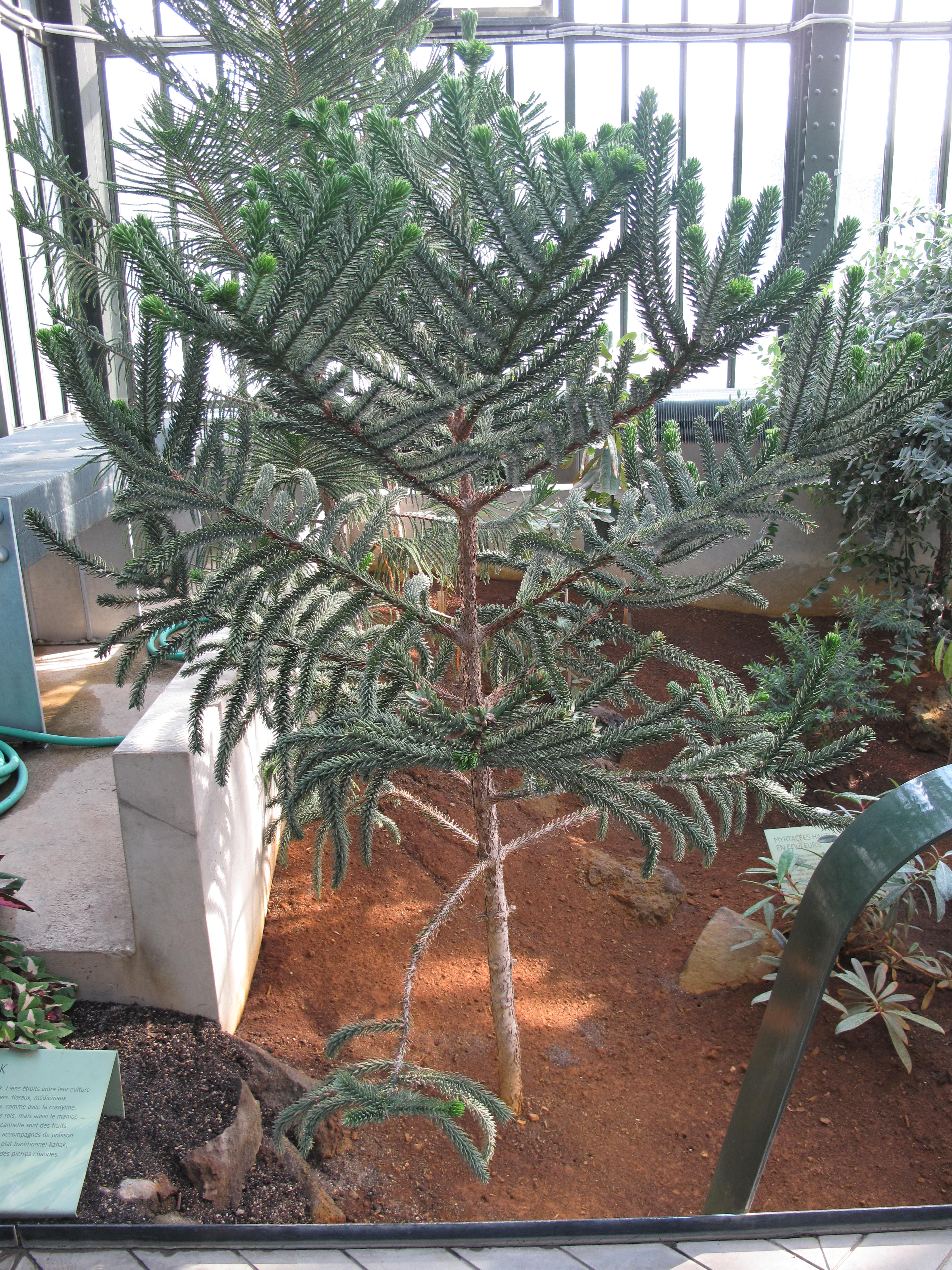
Vista de la planta

## Descripción
Tiene las hojas estrechas, como punzones en juventud, pero mas anchos las hojas en estado fertil; y conos de menos de 12 cm de diámetro; la germinación de semillas es epigea.

## Hábitat
La especie es conocida sólo en pequeñas partes del macizo del sur y en la meseta de Goro, en Nueva Caledonia. Se encuentra a una altitud  de 150 a 1000 metros, la mayoría se encuentran en zonas de arbustos en matorrales en suelos ultramáficos, rara vez emergentes en la selva. Su crecimiento y regeneración son muy lentos.

## Taxonomía
Araucaria muelleri fue descrita por Carrière Brongn. & Gris y publicado en Annales des Sciences Naturelles; Botanique, sér. 5, 13: 362, en el año 1870.
Etimología
Araucaria: nombre genérico geográfico que alude a su localización en Arauco.
muelleri: epíteto otorgado en honor del botánico Ferdinand von Mueller.
Sinonimia
- Eutacta muelleri basónimo
- Eutacta muelleri var. microphylla Carrière	[3]